# 道の駅霧の森

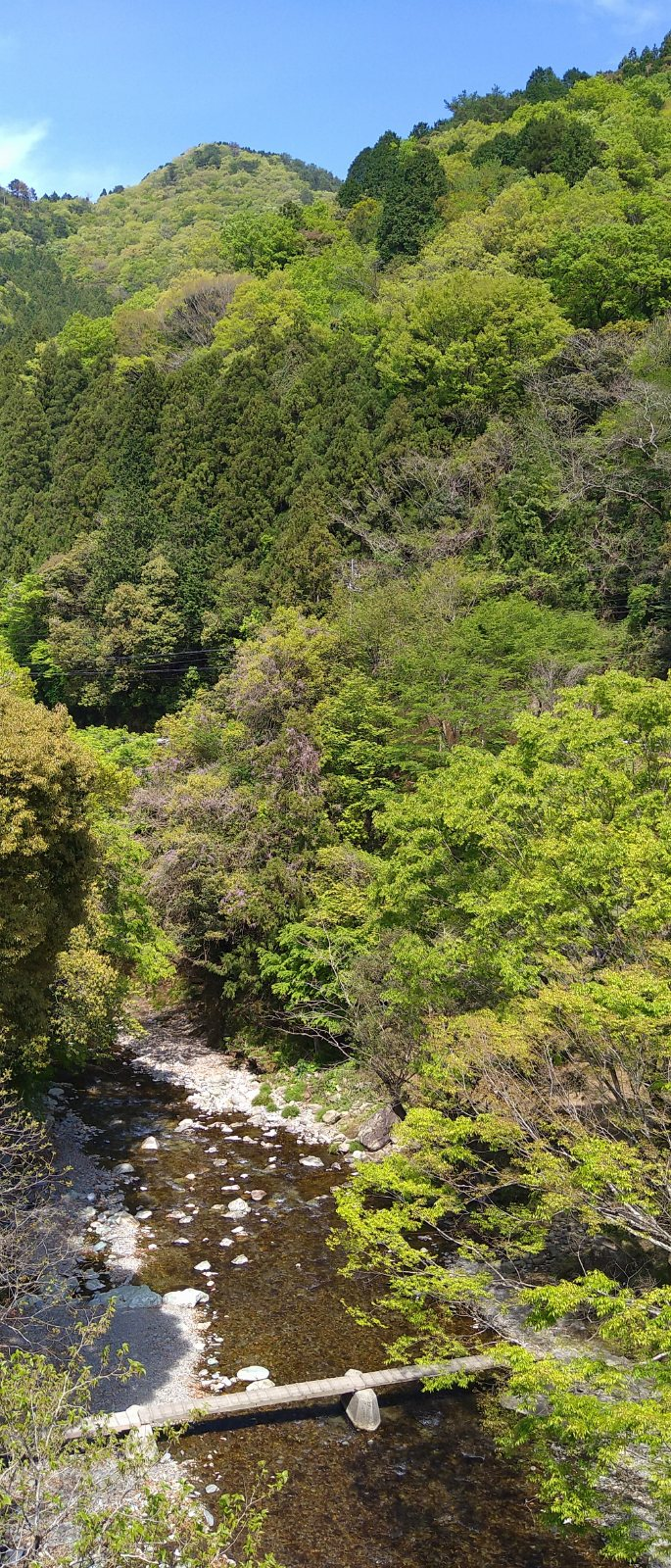
赤い吊り橋から馬立川を渡る土佐北街道を見る。

　道の駅霧の森（みちのえき きりのもり）は、愛媛県四国中央市新宮町馬立にある愛媛県道5号川之江大豊線の道の駅で、日帰り温泉設備、レストラン、カフェがある。

## 沿革
- 1999年 - 霧の森オープン。
- 2004年 - 通信販売で霧の森大福が全国1位にランクイン。
- 2004年10月26日 - 全国ネットの人気テレビ番組で霧の森大福が取り上げられ大ブレイク。
- 2005年8月 - リニューアルオープン。霧の森茶フェ、霧の森交湯〜館などが新たにオープンした。
- 2010年4月1日 - 路線バスが2往復乗り入れ。
- 2010年8月9日 - 道の駅へ登録される。
- 2011年3月1日 - バリアフリー化などの整備を終え、道の駅としてオープン。
- 2012年 - 霧の森交湯〜館リニューアルオープン。
- 2012年 - 駐車場拡張。
- 2018年3月24日 - 高速道路の休憩施設の不足解消に向けた社会実験で霧の森がその対象となり、新宮ICでの一時退出が追加料金なしで可能となった（順方向、1時間以内）。
- 2024年3月31日 - 霧の森に乗り入れていた路線バスが、運転士不足・利用者の減少などを理由に廃止。

運営主体は、株式会社やまびこ。四国中央市（設立当時は新宮村）とうま農業協同組合、地域の民間の出資で設立された第三セクター。

## 施設
- 大駐車場 - 新宮インターチェンジから約5分の県道に面しトイレ完備で無料。
  - 青空市かほり（日曜日だけ開催される産直市）駐車場の一角にある。
- 馬立川 - 県道側から霧の森への入口にある赤い吊り橋・玉水橋の下を流れる河川。透明度が高く、ひんやり冷たいため、ピーク時には200人以上もの水遊びをする家族連れなどで賑わう。東岸には、東屋や更衣室等も整備されている。
- 霧の森ふれあい館 - 総合案内所。当地だけでなく新宮村の見どころの案内、ギャラリ併設。
- 霧の森レストラン - ガラス張りの店内から自然を満喫しながら郷土料理を楽しめるレストラン。人気メニューは、茶そば、おぼろ豆腐。
- 新宮茶ミュージアム施設
  - 「霧の森菓子工房新宮本店」 - 霧の森大福など新宮茶を使用した各種洋菓子、特産の新宮茶、民芸品などを販売している売店。
  - 手揉み茶道場 - 昔ながらの手揉みで、自分で作ったお茶を味わったり、真空パックにして家に持ち帰りできる。
  - 「霧の森茶フェ ゆるり」 - 囲炉裏など古民家風の内装で、極上煎茶、新宮茶を洋菓子に加工したメニューが特徴の日本茶カフェ。
  - 茶フェ工房 - 新宮茶が洋菓子に加工される様子を窓越しに見学出来る。
  - お茶を製造する機械の展示
- 霧の森交湯〜館 - 大浴場、遠赤サウナ、休憩室などがある。源泉 - 霧の森温泉、泉質 - 低張性弱アルカリ性冷鉱泉、効能 - 筋肉痛、関節痛、神経痛、健康増進、肉体疲労、捻挫、消化器病、冷え性、関節のこわばり、五十肩
- 街道茶店 聴水庵 - 風情のある和風の玄関と趣きのある和庭。風流で落ちついた和の空間の中で、自然を眺めながら和菓子を堪能できる。
- イベント広場
- 新宮街道観音 - 約3メートルの観音石像。
- 馬立本陣 - 土佐藩が1718年から1862年まで参勤交代の際に本陣としていた屋敷跡。明治30年の火災で建物は焼失し、明治初期に移築されていたが昭和58年に返還復元された正門だけが残る。
- 霧の森コテージ - メゾネット風で、1階は大きな窓のリビングフロア、2階が寝室となっている。また、宿泊者のみ入浴できる男女浴槽がある。

## 利用情報
- 休館日　月曜休（祝日の場合は火曜休、ただし4月 - 8月は無休）
- 駐車場　川を渡った東側に数十台と西側の隣接地に10台ほどがある
  - 普通車：82台
  - 大型車：2台
  - 身障者用：5台

## イベント
- 6月 - 霧の森お茶まつり
- 8月 - 霧の森夏まつり
- 10月 - 収穫祭

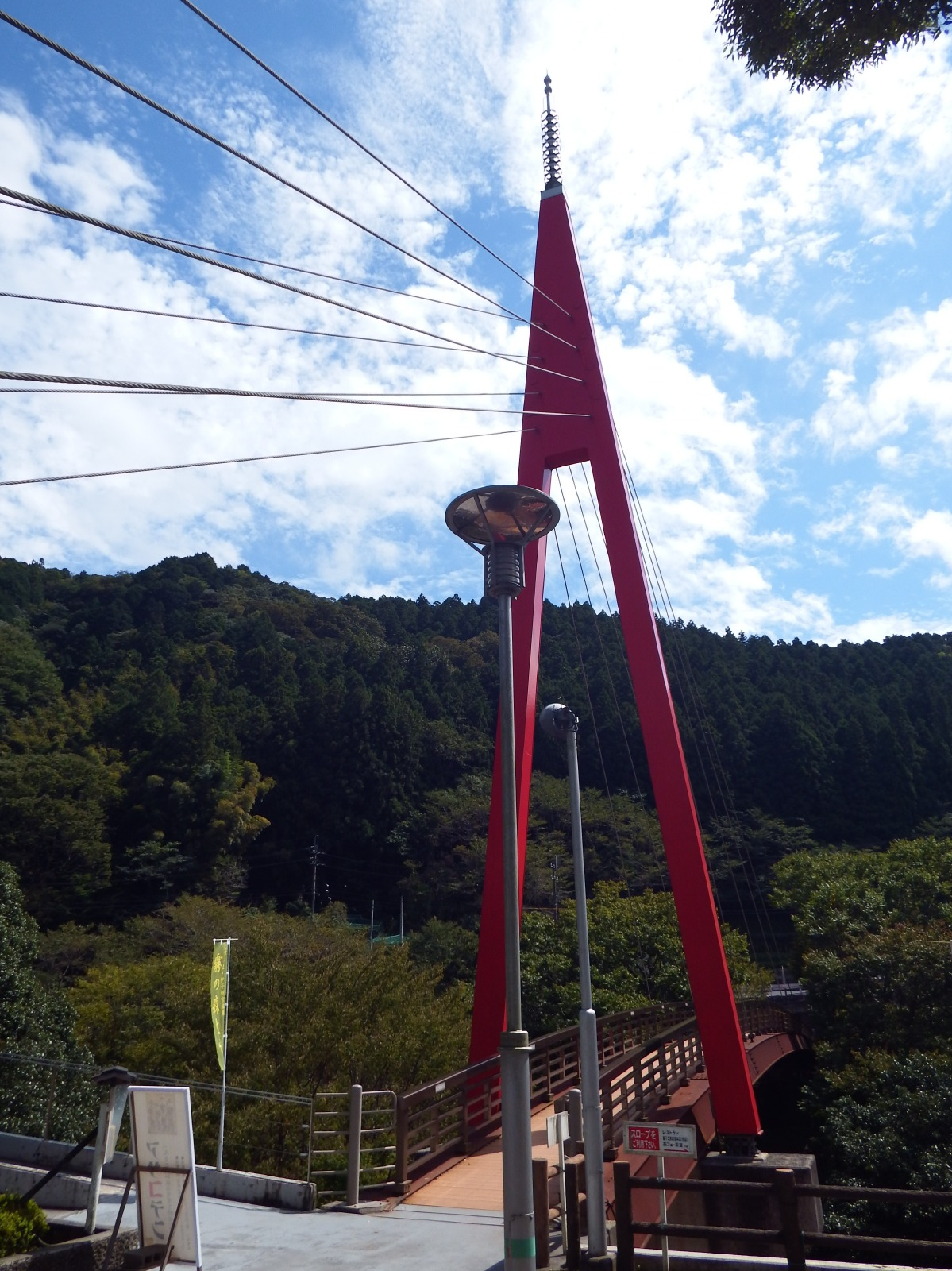
玉水橋
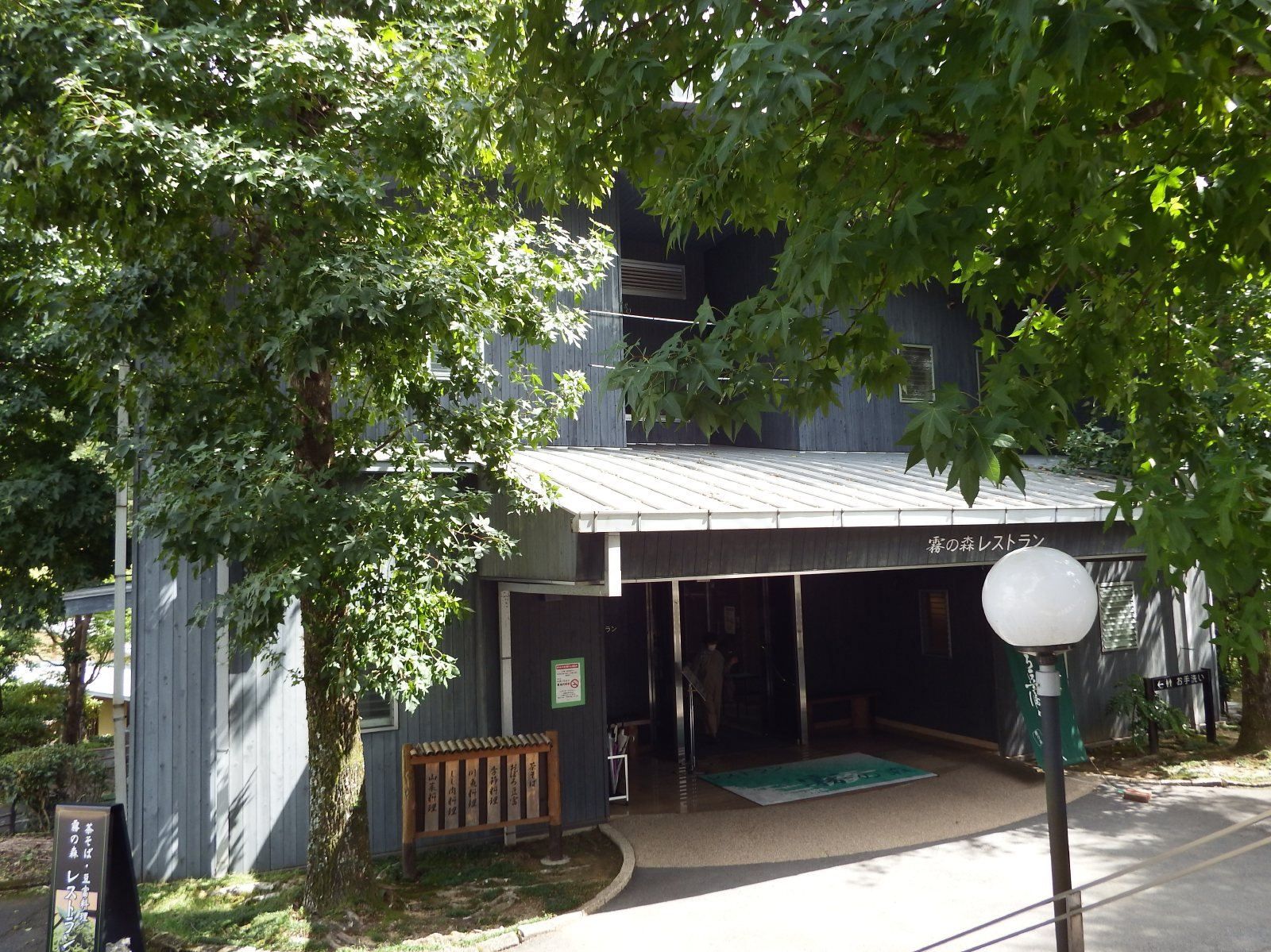
霧の森レストラン
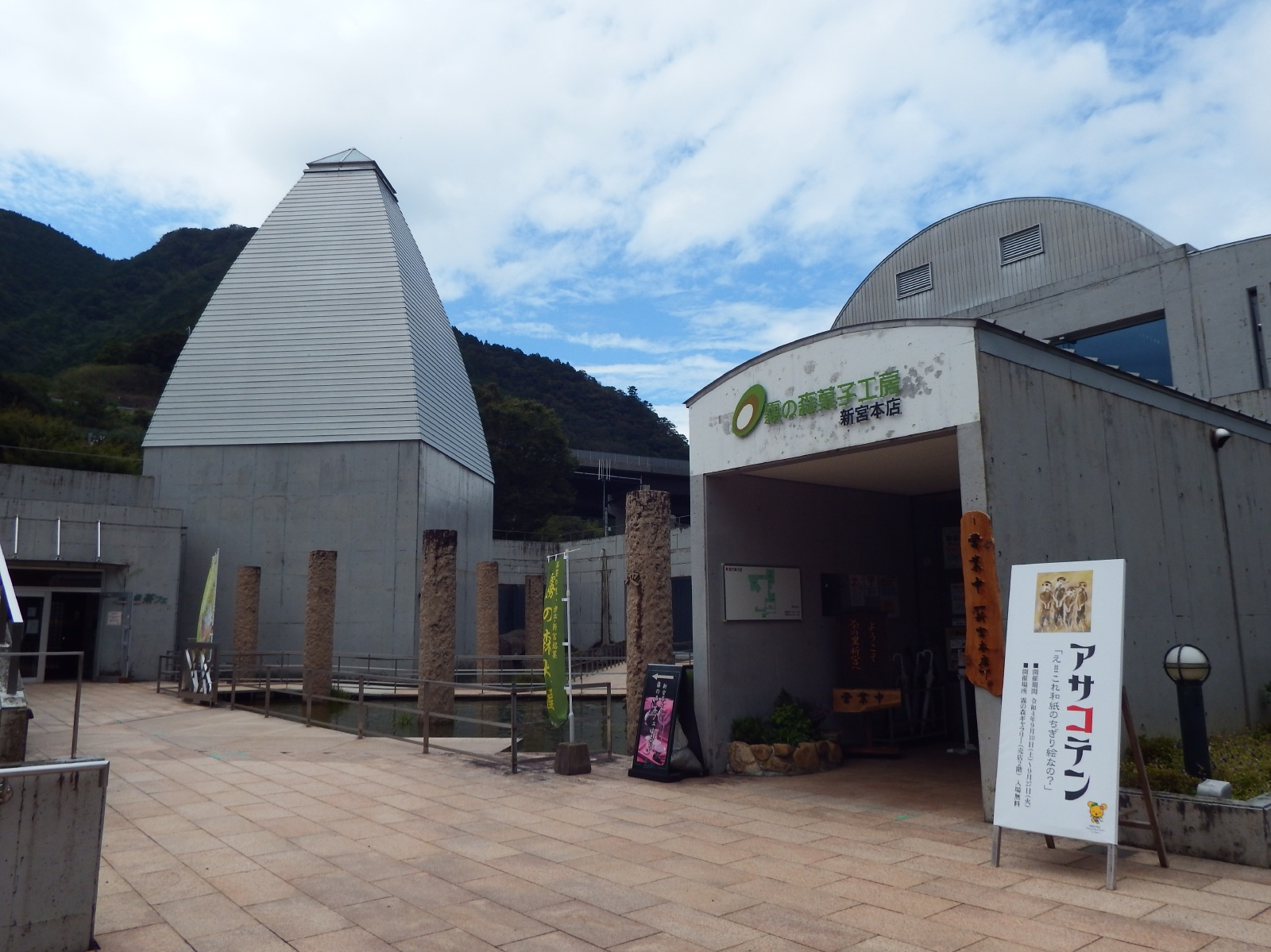
新宮茶ミュージアム
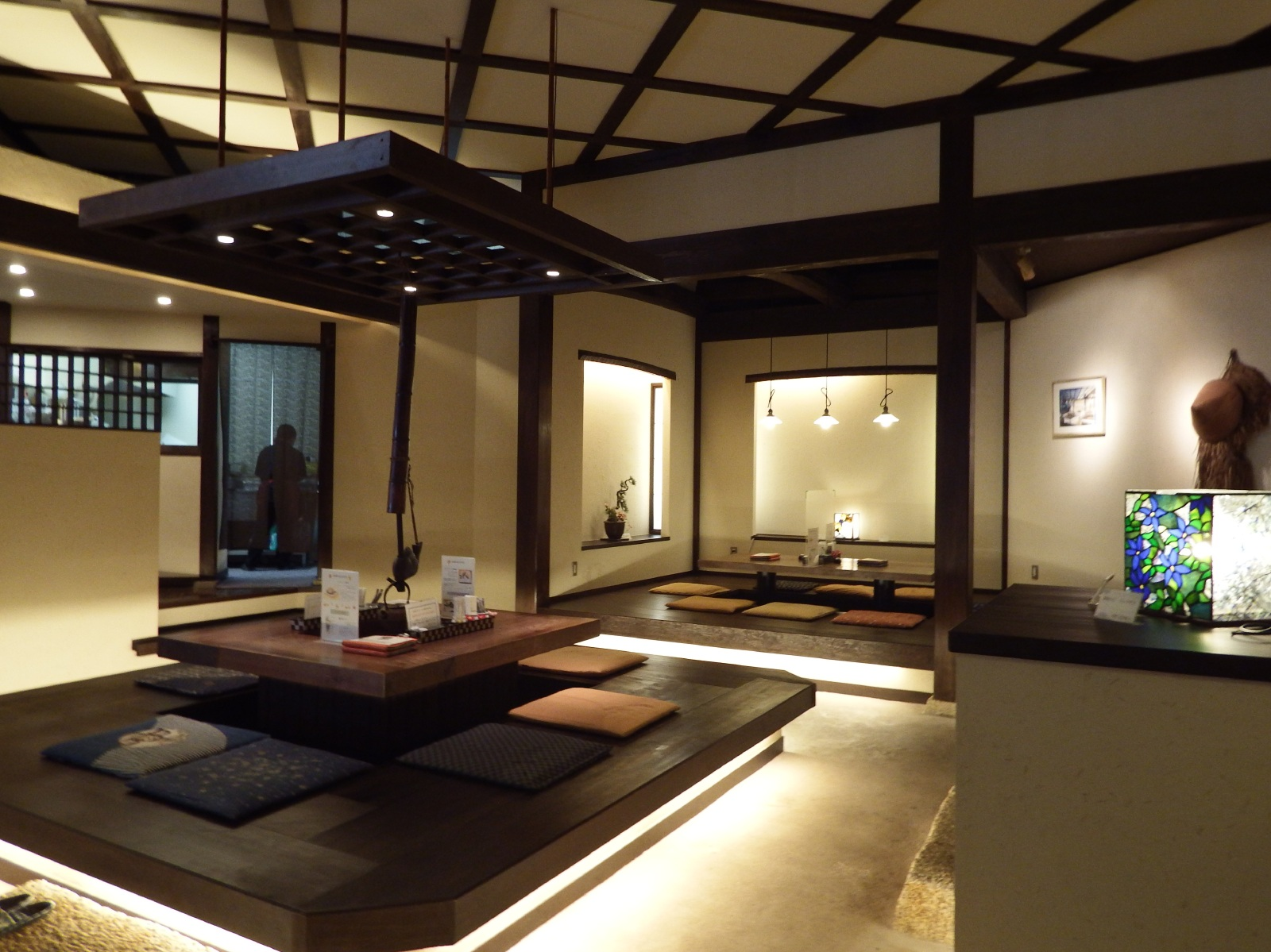
茶フェ ゆるり
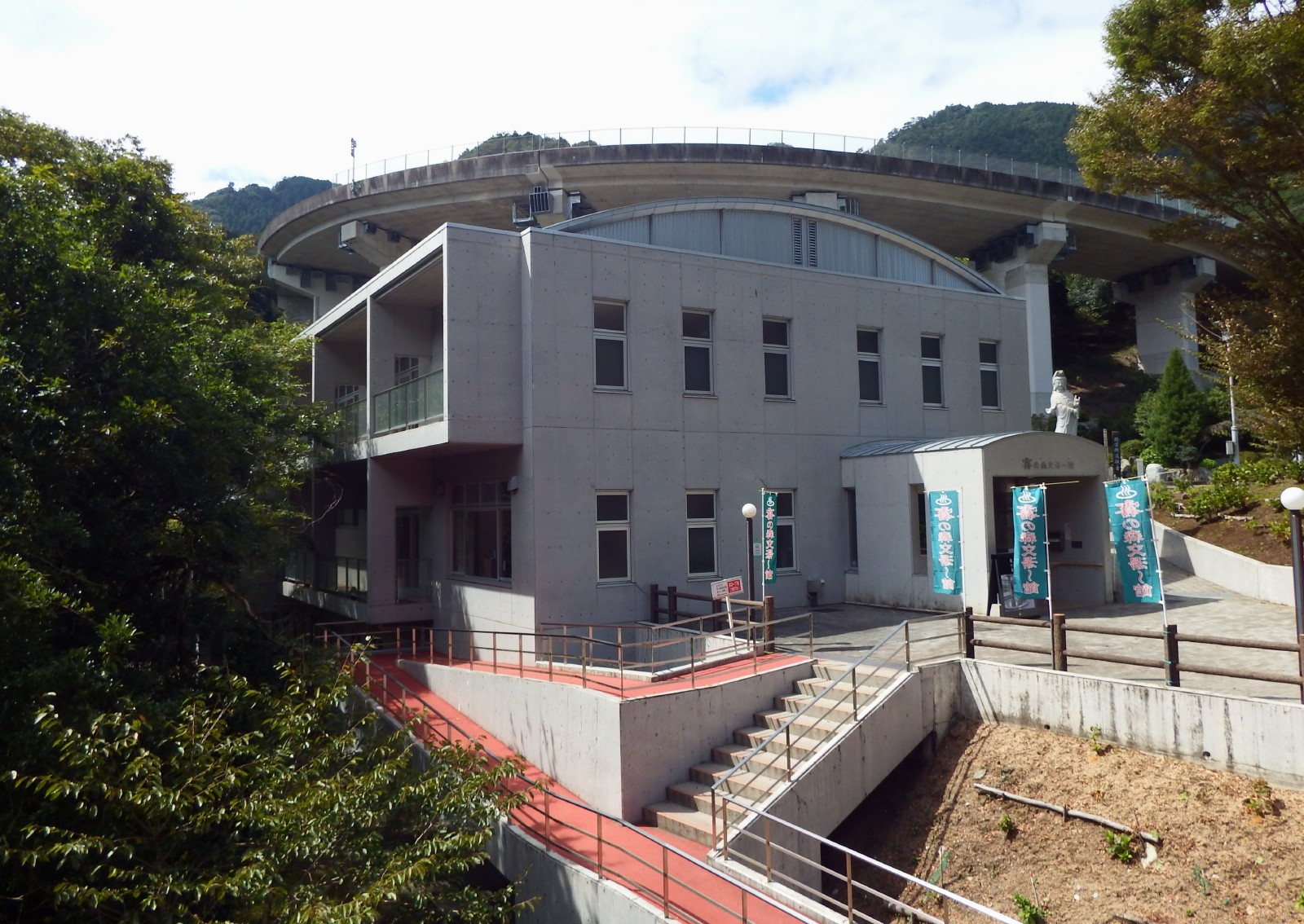
霧の森交湯〜館
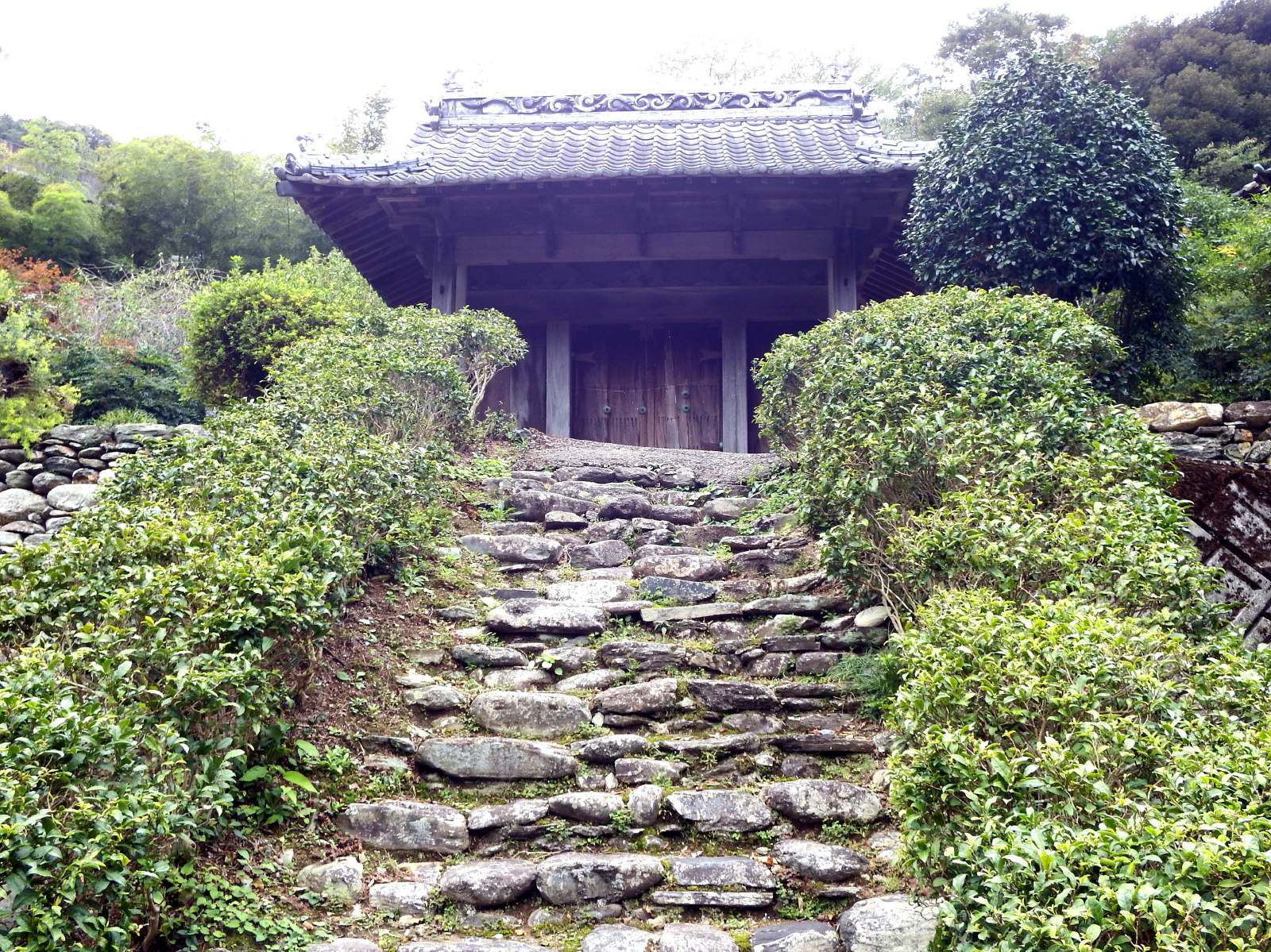
馬立本陣　正門
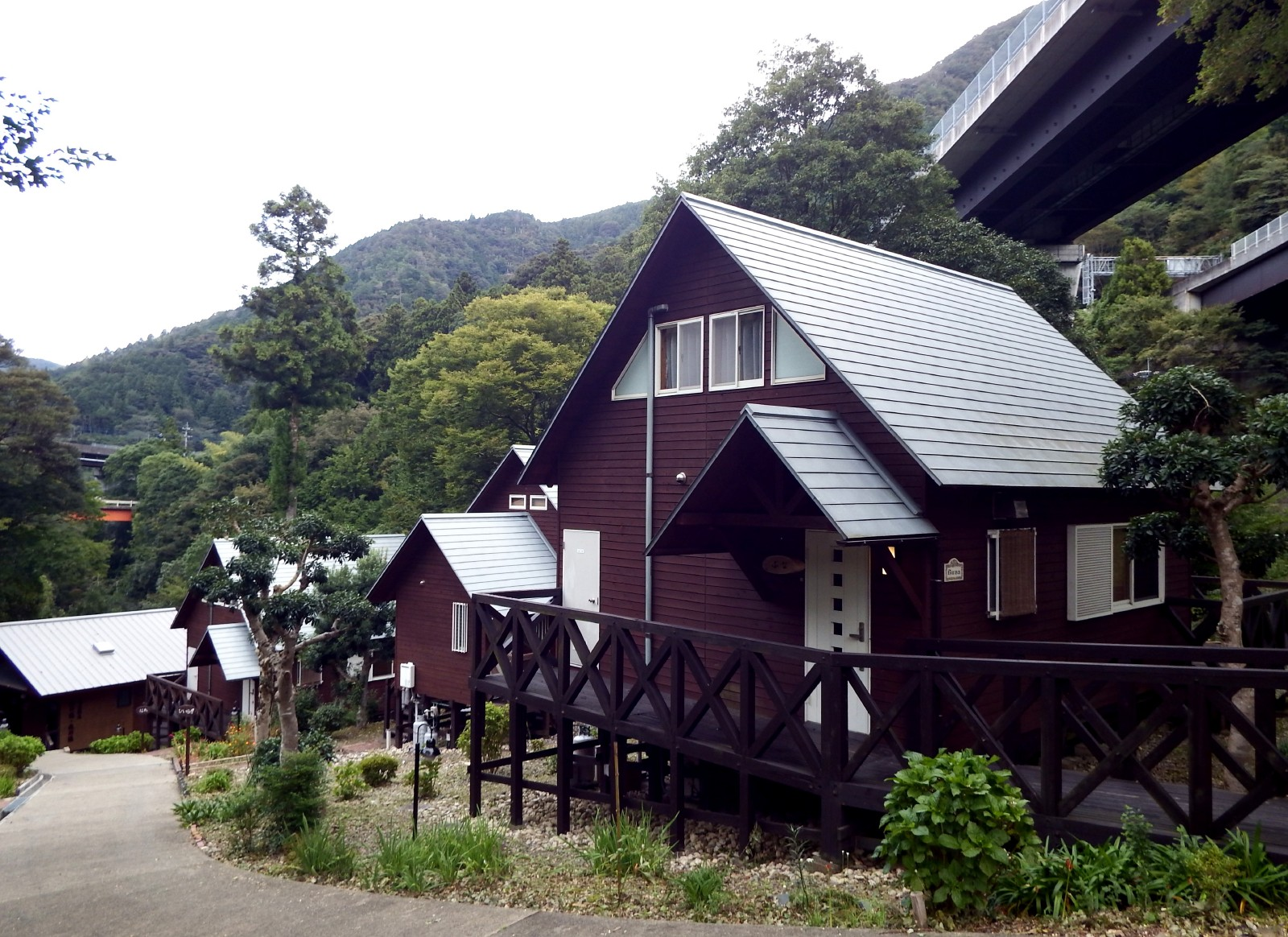
霧の森コテージ

## アクセス
- 愛媛県道5号川之江大豊線
- 四国旅客鉄道（JR四国）予讃線三島駅前バス停より、せとうちバス・霧の森行き（1日2往復のみ）で55分。
- 高知自動車道 新宮ICから、愛媛県道5号川之江大豊線を南下約1km。

## 周辺の施設など
- 霧の高原
- 塩塚高原
- 翠波高原